# Nokdumuk
El nokdumuk o noktumuk es un muk (gelatina) coreano hecho de almidón de frijol chino. En su forma más frecuente también se le llama cheongpomuk (청포묵), que significa literalmente ‘gelatina de espuma clara’, por su color blanco claro. Si se colorea con gardenia, el nokdumuk se llama hwangpomuk, que significa literalmente ‘gelatina de espuma amarilla’.
El nokdumuk suele servirse frío, normalmente en el banchan (acompañamiento) nokdumuk muchim (녹두묵무침). Como tiene poco sabor por sí mismo, el nokdumuk se condimenta típicamente con salsa de soja y vinagre.
El nokdumuk es una receta común en ocasiones especiales. Se sirve a menudo en las bodas y otras celebraciones coreanas. También se usa como ingrediente principal para elaborar el plato de la cocina de la corte real coreana llamado tangpyeongchae, que se prepara mezclando nokdumuk finamente rallado, ternera rallada y frita, y varias verduras condimentadas con salsa de soja, vinagre, azúcar, semillas de sésamo, sal y aceite de sésamo.
El hwangpomuk, también llamado norangmuk, es un plato coreano consistente en una gelatina amarilla hecha de frijol chino. El color amarillo procede de la adición de gardenias. Esta gelatina está especialmente asociada con la cocina jeolla, siendo un destacado alimento básico de Namwon y también de Jeonju (ambas ciudades de la provincia de Jeolla del Norte), donde es un ingrediente común del bibimbap al estilo de Jeoju.
Como otras variedades de muk (gelatina coreana), el hwangpomuk suele servirse en trocitos aliñados con vinagre, salsa de soja y otros condimentos, llamándose este acompañamiento hwangpomuk-muchim (황포묵무침).

## Recetas parecidas
- Dotorimuk, hecho de bellotas (hangul: 도토리묵)
- Memilmuk, hecho de alforfón (hangul: 메밀묵)
- Konjac, una gelatina japonesa